# Émile Bourguet
Pour les articles homonymes, voir Bourguet.
Émile Bourguet, né le 27 septembre 1868 à Nîmes (Gard) et décédé le 13 janvier 1939 à Paris (14e arrondissement), est un professeur d'université et helléniste français.  

## Biographie
Émile Bourguet effectue ses études à la Faculté des lettres de Paris, en tant que boursier de licence. Il est par la suite élève de l’École Pratique des Hautes Études (1888). L'année suivante, il intègre l’École normale supérieure (1889) et obtient une licence ès lettres (1889). Il est agrégé de lettres en 1892, et docteur ès lettres en 1905. 
La carrière académique d'Émile Bourguet débute en tant que membre de l’École française d'Athènes, de 1892 à 1896. Émile Bourguet est d'abord professeur au lycée de Lyon, avant de devenir maître de conférences de langue et littérature grecques à la Faculté des lettres de Lyon (1897). En 1898, il occupe le même poste à la Faculté des lettres de Montpellier. Puis, en 1908, il devient maître de conférences de langue et littérature grecques à la Faculté des lettres de Paris, avant d'accéder aux fonctions de professeur d'éloquence grecque dans la même faculté en 1922. Sa carrière se voit consacrée en 1932 par l'obtention d'un poste de professeur de langue et littérature grecques au Collège de France, poste qu'il occupera jusqu'en 1938 avant de prendre sa retraite. 
Outre ces charges d'enseignement, Émile Bourguet est directeur d'études à l'EPHE en 1926. Il contribue également à diverses revues, telles que la Revue archéologique, le Bulletin de correspondance hellénique, la Revue des études grecques, la Revue des études anciennes, la Revue de métaphysique et de morale, ou encore le Bulletin de la société de linguistique.

## Œuvres
Parmi les ouvrages écrits par Émile Bourguet figurent : 
- Constitution d'Athènes (1891) avec Émile Bourguet comme Collaborateur ;
- L'administration financière du sanctuaire pythique au IVe siècle avant J.-C (1905), thèse de doctorat ;
- Inscriptions de l'entrée du sanctuaire au Trésor d'Athènes (1910) ;
- Inscriptions de Delphes (1911) ;
- Le dialecte laconien (1917) ;
- Inscriptions de l'entrée du sanctuaire au Trésor des Athéniens (1929) ;
- Les comptes du IVe siècle (1932).

## Distinctions
Émile Bourguet est nommé Chevalier de la légion d'honneur en 1920. 